# Тулата (Астраханська область)
Тулата  (рос. Тулата) — селище у Нарімановському районі Астраханської області Російської Федерації.
Населення становить 53 особи (2014). Входить до складу муніципального утворення Солянська сільрада.

## Історія
Населений пункт розташований на території українського етнічного та культурного краю Жовтий Клин. Від 1931 року належить до Нарімановського району.
Згідно із законом від 6 серпня 2004 року органом місцевого самоврядування до 1 вересня 2016 року було Солянська сільрада.

## Населення
| 2002 | 2010 | 2013 | 2014 |
| ---- | ---- | ---- | ---- |
| 34   | ↗53  | →53  | →53  |